# Benny Poulsen
Benny Poulsen (født 11. august 1942 i København, død 21. juli 2004) var en dansk skuespiller og var oprindeligt balletbarn på Det kongelige Teater.
Han blev uddannet fra Odense Teater i 1970, Han fik en lang række roller på Odense Teater, Det Danske Teater, Aarhus Teater og Det kongelige Teater.
Han medvirkede i Nøddebo Præstegaard, Cyrano de Bergerac, En idealist, Egelykke og Fruentimmerskolen.
Fra TV huskes han for sin store rolle som Kaj Munk (1986) i serien af samme navn. Han kunne også ses i serierne Een stor familie og Bryggeren. Desuden medvirkede han i Lars von Triers Europa og Riget.
Han underviste i en lang årrække på både Skuespillerskolen ved Aarhus Teater, Skuespillerskolen ved Odense Teater, Statens Teaterskole samt Den Kongelige Ballet og Operaakademiet.
I 1972 fik han sønnen Frederik med skuespilleren Charlotte Neergaard.[kilde mangler]
I 1996 giftede han sig med skuespillerkollegaen Grethe Holmer.

## Udvalgt filmografi

### Film
| År   | Titel                 | Rolle                |
| ---- | --------------------- | -------------------- |
| 1978 | Vinterbørn            | Holger, Olivias mand |
| 1981 | Jeppe på bjerget      | Baronens sekretær    |
| 1981 | Historien om Kim Skov | Kims far             |
| 1986 | Barndommens gade      | 'Bananen', lærer     |
| 1987 | Hip Hip Hurra         | Edvard Brandes       |
| 1989 | Jydekompagniet 3      | Hospitalsdirektør    |
| 1990 | Springflod            | Lærer                |
| 1990 | Casanova              | Gurlis far           |
| 1991 | Europa                | Stieleman            |
| 2000 | Fruen på Hamre        | Justitsråd           |

### Tv-serier
| År      | Titel            | Rolle                     | Note(r)                     |
| ------- | ---------------- | ------------------------- | --------------------------- |
| 1982–83 | Een stor familie | Schrøder, økonomidirektør | 5 afsnit                    |
| 1986    | Kaj Munk         | Kaj Munk                  | 4 afsnit                    |
| 1994    | Riget            | 1. reservelæge            | afsnittet "De levende døde" |
| 1996    | Bryggeren        | Konsul Winge              | afsnittet "1840 - 1844"     |